# Боголепова, Ирина Николаевна
Ирина Николаевна Боголепова (род. 10 августа 1939) — советский и российский гистолог, специалист в области нейрогистологии, академик РАН (2016).

## Биография
Родилась в Москве 10 августа 1939 году в семье врачей.
В 1962 году окончила Первый московский медицинский институт имени И. М. Сеченова.
В 1962 году поступила в аспирантуру Института мозга АМН СССР, где с 1981 года по настоящее время является заведующей лабораторией анатомии и архитектоники мозга Отдела исследования мозга Научного центра неврологии.
В 1965 году защитила кандидатскую («„Онтогенез гипоталамуса человека“»), а в 1978 году — докторскую диссертацию («Онтогенез мозга человека и обезьяны (Лимб. области, энторин. области коры, гиппокампа и гипоталамуса)»). В 1994 году присуждено ученое звание профессора.
28 апреля 2005 года избрана членом-корреспондентом РАМН, 27 июня 2014 года стала членом-корреспондентом РАН (в рамках присоединения РАМН и РАСХН к РАН). 28 октября 2016 года избрана академиком РАН по Отделению медицинских наук (гистология).

### Семья
- Отец Николай Кириллович Боголепов (1900—1980) — академик АМН СССР, Герой Социалистического Труда.
- Брат Николай Николаевич Боголепов (род. 1933) — советский и российский невропатолог, нейроморфолог, академик РАН (2013).

## Научная деятельность
Крупный нейроморфолог, внесла большой вклад в изучение мозга.
Специалист в области цитоархитектоники и онтогенеза мозга человека.
Впервые описала онтогенез гипоталамуса человека, изучила различные этапы пренатального и постнатального развития различных отделов гипоталамуса человека, и тем самым был восполниласуществовавший пробел в литературе относительно цитоархитектонических закономерностей и особенностей формирования отдельных гипоталамических ядер.
На основе полученных онтогенетических фактов И. Н. Боголеповой была предложена новая классификация гипоталамуса человека, имеющая важное значение для понимания функциональной морфологии этого важного отдела мозга.
Автор свыше 360 опубликованных работ, в том числе 12 монографий и методического письма.
Монография «Строение и развитие гипоталамуса человека» (1968) представляет собой первое в отечественной литературе обобщение сведений о структурной организации гипоталамуса человека и его формирования.

### Научно-организационная деятельность
- член ВАК
- член различных редакционных коллегий медицинских журналов

### Избранные научные публикации
- Боголепова И. Н., Кротенкова М. В., Малофеева Л. И., Коновалов Р. Н., Агапов П. А. Архитектоника коры мозга человека: МРТ-атлас. — М.: Издательский холдинг «Атмосфера», 2010. — 216 с., ил.
- Боголепова И. Н., Малофеева Л. И. Мозг мужчины, мозг женщины: Монография. — М.: «Галлея-Принт», 2014. — 300 с.
- Колесников Л. Л., Боголепова И. Н., Этинген Л. Е. За пределами учебника анатомии человека: книга третья / Л. Л. Колесников, И. Н. Боголепова, Л. Е. Этинген. — М.: Литтера, 2017. — 120 с.: ил.
- Боголепова И. Н. Музей эволюции мозга ФГБНУ «Научный центр неврологии», 2-е изд. М.: РКИ Соверо пресс, 2018. 83 с., ил.

## Награды
- Премия РАМН имени Б. И. Лаврентьева (2004) — за лучшую научную работу в области гистологии
- Почётная грамота Российской академии наук (2 августа 2024) — за многолетний плодотворный труд на благо медицинской науки в области нейроморфологии, нейробиологии, нейрогеронтологии и неврологию, успешную научно-организационную деятельность, подготовку научных кадров высшей квалификации и в связи с юбилеем